# Saltillo, Altamirano
Saltillo är en ort i Mexiko.   Den ligger i kommunen Altamirano och delstaten Chiapas, i den sydöstra delen av landet, 800 km öster om huvudstaden Mexico City. Saltillo ligger 761 meter över havet och antalet invånare är 227.
Terrängen runt Saltillo är huvudsakligen kuperad, men åt sydost är den bergig. Saltillo ligger nere i en dal. Runt Saltillo är det ganska glesbefolkat, med 38 invånare per kvadratkilometer. Närmaste större samhälle är Morelia, 16,1 km nordväst om Saltillo. I omgivningarna runt Saltillo växer i huvudsak städsegrön lövskog.